# Фонарь (дайвинг)
Фона́рь — предмет снаряжения для подводного плавания, который позволяет пловцам освещать окружающее
пространство под водой и подавать сигналы. В современном дайвинге фонари используются для ночных погружений, а также погружений в пещеры и затонувшие объекты (рэки). Фонари для дайвинга отличаются от обычных повышенной гидроизоляцией, способностью сохранять герметичность при большом давлении и в некоторых случаях — наличием специального крепежа.

## Назначение
- Основной источник света
- Запасной источник света
- Специальные световые приборы

Для безопасного погружения дайверу рекомендуется иметь два фонаря: для основного и запасного света. Фонари для основного света, как правило, более мощные, имеют специальные устройства для крепления на руке или голове дайвера, компенсаторе плавучести или других элементах снаряжения. Большинство фонарей основного света в качестве источника питания имеют аккумулятор. Аккумуляторное питание обеспечивает более долгую работу фонаря без подзарядки. Для дайвера соотношение яркости, времени работы без подзарядки и веса фонаря играет решающее значение. Именно от этих параметров зависит возможная продолжительность погружения в условиях ночи или надголовных объектов (подводные пещеры, затопленные ходы, затонувшие суда).
К фонарям запасного света предъявляются более низкие требования по яркости и времени работы без подзарядки. Они более компакты и значительно дешевле. Обычно они имеют не перезаряжаемый источник питания (батарейки). Время горения фонаря должно быть достаточным для завершения погружения. При поломке основного фонаря дайвер должен включить запасной и начать подъем. Поэтому тип и характеристики фонаря запасного света подбираются, согласно планируемому погружению. В техническом дайвинге принято иметь при погружении три фонаря: один для основного света и два для запасного. Профессиональные технические дайверы используют три источника света — основной фонарь канистрового типа с рукояткой Гудмана, которая оставляет свободными руки, и 2 резервных фонаря на каске или подвеске.
Специальные световые приборы применяются для подачи сигналов другим дайверам или людям, находящимся на судне, а также для фото- и видеосъемки. В качестве сигнализирующих приборов используют маленькие фонарики, стробоскопы, химические источники света. Ими можно привлечь к себе внимание, если дайвер потерял из виду других членов группы, а также обозначть своё местонахождение на поверхности воды после всплытия. Очень распространены в последнее время стали светящиеся химические палочки, которые можно купить в любом большом супермаркете. Взяв с собой пару палочек, вы гарантированно сможете
подать сигнал под водой, даже если откажут все штатные источники света.

## История
Первые подводные фонари появились в начале 20-го века. Они были сделаны на основе обычных ламп накаливания с вольфрамовой нитью и не имели автономных источников питания. Электричество подводилось по кабелю.
В современных фонарях для дайвинга не используют лампы накаливания. Источником света служат, как правило, галогенные лампы, газоразрядные лампы (HID) и лампы на светодиодах (LED).

## Характеристики
Основные характеристики, по которым определяется назначение и область применения фонаря в дайвинге:
- Яркость
- Мощность
- Время работы без подзарядки
- Тип лампы
- Тип источника питания
- Рабочая глубина

## Эксплуатация
Подводный фонарь можно использовать до глубины, обозначенной в его инструкции, как максимально допустимая. При более глубоком погружении возникает риск разгерметизации корпуса и выхода из строя прибора. Герметичность обеспечивается специальными кольцами — О-рингами. Периодически рекомендуется проверять их состояние, смазывать силиконовой смазкой.